# Jack B. Sowards
Jack B. Sowards (Texarkana (Texas), 18 de marzo de 1929 - Los Ángeles, 8 de julio de 2007) fue un guionista estadounidense, que escribió Star Trek II: La ira de Khan (Star Trek II: The Wrath of Khan), y el episodio "Where Silence Has Lease" de Star Trek: The Next Generation de 1988. Sowards creó el término Kobayashi Maru (una simulación de La ira de Khan), llamado así en honor a un vecino suyo en Hancock Park.
Sowards tuvo numerosos créditos como escritor que se extendieron desde episodios de The Bold Ones: The Lawyers en 1969 hasta una entrega de B. L. Stryker en 1990. Fue nominado al Premios WGA por "La invasión de Kevin Ireland", el episodio del 26 de septiembre de 1971 de The Bold Ones: The Lawyers. También recibió una nominación a los Premios Saturn por su trabajo en La ira de Khan y compartió una nominación al Hugo Award por ello también. Escribió episodios para Daniel Boone, High Chaparall y Bonanza, donde también trabajó como editor de historias. Escribió varias películas de la semana para la Spelling/Goldberg Company, incluyendo Deliver Us from Evil con George Kennedy, Jan Michael Vincent y Jack Weston, Gritos de pánico con John Forsythe y Anne Francis, y "El crucero de la muerte" con Richard Long, Kate Jackson y Tom Bosley. Su larga trayectoria en Quinn Martin Productions dio como resultado varios episodios de "Las Calles de San Francisco" y "Barnaby Jones". Trabajó como Asesor Ejecutivo de Historias durante varias temporadas a mediados de los 70.
Sowards murió en Valley Village suburbio de Los Ángeles a los 78 años por complicaciones a causa de una Esclerosis lateral amiotrófica.